# Tsuyoshi Shinchu
Tsuyoshi Shinchu (født 28. november 1986) er en japansk fodboldspiller.
Han har spillet for flere forskellige klubber i sin karriere, herunder Fagiano Okayama og Kagoshima United FC.